# Rautalanka
Rautalanka é um termo usado nos países nórdicos para se referir a um tipo de rock instrumental que se desenvolveu na Finlândia ao longo dos anos. Trata-se de uma palavra finlandesa que, literalmente, pode ser traduzida como "fio de ferro", referindo-se às cordas da guitarra elétrica.
Rautalanka é tipicamente tocada por um quarteto composto por um violão, guitarra (geralmente uma Fender Stratocaster ou seus clones), baixo elétrico e bateria. Foi o primeiro estilo de música voltado para jovens, tocado por jovens, a receber distribuição em massa na Finlândia. Antes de Rautalanka, a gravação musical e a performance ao vivo tinham sido mais ou menos monopolizadas por músicos profissionais (muitas vezes mais velhos). O auge da rautalanka foi no início dos anos 1960, mas tem entusiastas até hoje, formando a base para toda a música juvenil finlandesa, e a forte tradição melódica do heavy metal na Finlândia tem suas raízes no trabalho de guitarra rautalanka.

## Características
O termo rautalanka é usado apenas na Finlândia, Suécia (taggtråd) e Noruega (piggtråd). Refere-se ao rock instrumental que é muito melódico e limpo para os padrões do rock, mas também muito rítmica para ser considerado uma música folclórica.
Características típicas de rautalanka são melodias afiadas e claras, ritmos rápidos e uso extensivo de Delays, mas pouca ou nenhuma distorção.

### Instrumentação e estilo
A marca essencial do rautalanka é uma guitarra forte, geralmente uma Fender Stratocaster (ou seu clone) com captadores de bobina única e Delay (em contraste com o eco estilo reverb típicos do surf rock). Dispositivos genuínos de Delay são usados com frequência, e muitas bandas não usam efeitos digitais em respeito às tradições.
As tradições da música rautalanka na Finlândia são fortes, e algumas das tradições mais persistentes são:
- Rautalanka é uma música muito "faça você mesmo". Muitos artistas rautalanka constroem suas próprias guitarras e amplificadores personalizados
- A música é muito melódica, e a seção de ritmo só suporta o violão principal.
- Melodias tendem a ser melancólicas e em teclas menores.
- Os nomes das bandas rautalanka geralmente são plurals de língua inglesa terminando em letras 's', embora haja exceções. Isso é herdado de grupos estrangeiros como The Shadows e The Ventures.
- Muitas bandas de rautalanka usam trajes de palco uniformes no estilo dos anos 1960.
- A guitarra principal é proeminente, as melodias são nítidas e gritantes, e o estilo de tocar guitarra pode ser quase virtuoso.
- Overdrive e distorção são evitados, mas o Delay é usado extensivamente.

## Bandas
Exemplos de banda que tocam no estilo rautalanka são:
- Viikate
- The Beatfox
- The Charades
- The Ironwire
- The Saints
- The Strangers
- The Steelers
- The Spectre
- The Sounds
- The Mutants
- Danny and the Islanders
- Agents
- Beatmakers
- Laika & the Cosmonauts
- The Regents
- The Mustangs
- The Quiets
- The Twangers
- The Youngers
- The Scaffolds